# Costapycnodus
Costapycnodus costae è una specie di pesce osseo picnodontiforme vissuta nel Cretaceo inferiore. I suoi resti fossili sono stati ritrovati nell’area di Capo d’Orlando (Castellammare di Stabia, Campania, Italia meridionale).

## Descrizione
Lo scheletro di Costapycnodus costae presenta numerose caratteristiche distintive. Le ossa dermiche del cranio sono fortemente ornamentate e il parietale mostra un processo a forma di pennello, caratteristica tipica dei pesci della famiglia Pycnodontidae.
Il prefrontale è ben sviluppato, mentre il dermosfenotico non è un osso libero, ma risulta incluso nella parete laterale del tetto cranico. È presente una finestra temporale. L’exoccipitale è visibile dietro il dermopterotico ed è fuso a un sinarcuale.
La premascella e la mandibola possiedono due denti incisiformi ciascuna. La mascella ha una forma reniforme, con una tacca nel margine posteriore.
Il preopercolo è più largo della parte esposta dello iomandibolare, mentre l’opercolo risulta fortemente ridotto.

## Storia tassonomica
I primi esemplari rinvenuti di questa specie furono inizialmente identificati come Stemmatodus rhombus e successivamente descritti come Coelodus costae da Heckel nel 1856. In tempi più recenti, la specie venne provvisoriamente attribuita al genere Ocloedus, sebbene necessitasse di una revisione sistematica. Studi più dettagliati avvenuti nel 2019 sullo scheletro hanno portato a riconoscere Costapycnodus costae come appartenente a un nuovo genere all'interno della famiglia Pycnodontidae.

## Classificazione
Il posizionamento sistematico di Costapycnodus costae all'interno della famiglia Pycnodontidae è stato oggetto nello studio del 2019 di analisi comparative con altre specie, tra cui Stemmatodus rhombus, Ocloedus subdiscus e Coelodus saturnus. I dati osteologici confermano che C. costae rappresenta un nuovo genere di picnodontidi, distinto dai generi precedentemente proposti.